# Anenské údolí (přírodní rezervace)
Anenské údolí je geomorfologický útvar, přírodní rezervace a evropsky významná lokalita Natura 2000 v České republice. Leží na katastrálním území města Skuteč, část údolí s přírodní rezervací též v katastru obce Hroubovice, v okrese Chrudim v Pardubickém kraji.
řírodní rezervace byla vyhlášena poprvé 1. února 2001 bývalým Okresním úřadem Chrudim na ploše 56,2 ha v katastrech s názvy Hroubovice, Nová Ves u Skutče, Skuteč, Štěpánov u Skutče a Zbožnov. Předmětem ochrany bylo zachování rostlinných společenstev mezofilních lesů, přípotočních olšin, suchomilných trávníků a vlhkých luk s výskytem ohrožených druhů rostlin a živočichů v krajinářsky hodnotném údolí Anenského potoka.
V roce 2014 byla původní přírodní rezervace rozšířena o lokalitu na svahu Štěpánovské stupňoviny mezi Zbožnovem a Štěpánovem. Krajský úřad Pardubického kraje nařízením č. 1/2014, o zřízení přírodní rezervace Anenské údolí, vyhlásil 1. srpna 2014 zvláště chráněné území s celkovou výměrou 74,19 ha na dvou lokalitách v katastrálním území obce Hroubovice a města Skuteč.
Přírodní rezervace a evropsky významná lokalita se nachází na dvou geomorfologických útvarech. Nejvýznamnější část v sevřeném údolí s mírným teplotním a vlhkým klimatem kolem Anenského potoka s hydrogeologickou lokalitou. Menší část na jižně orientovaném a příkrém čelním (escarpement) svahu kuesty Štěpánovské stupňoviny, na němž částečně vystupují obnažené horninové vrstvy s opukou. Při slunečním svitu je tzv. Štěpánovská stráň výrazně teplotně exponovaná, což výrazně ovlivňuje vegetaci.
Nadmořská výška obou lokalit chráněného území se pohybuje v rozmezí od 320 m (na úrovni koryta Anenského potoka v Hroubovicích) do 415 až 420 m na horní hraně svahu Štěpánovské stupňoviny u Zbožnova. Pro geologickou významnost bylo území přírodní rezervace začleněno do Národního geoparku Železné hory.
Správa zvláště chráněného území náleží do působnosti Agentury ochrany přírody a krajiny České republiky - Regionální pracoviště Východní Čechy se sídlem v Pardubicích.

## Evropsky významná lokalita
V projektu Evropské unie vytvářející soustavu chráněných území NATURA 2000 byla dne 15. dubna 2005 vyhlášena evropsky významná lokalita Anenské údolí s plochou 39,4 ha (kód ÚSOP 2947), překrývající přírodní rezervaci na dvou geomorfologických útvarech pouze na katastrálním území města Skuteč. Severní část údolí v obci Hroubovice nebyla do evropsky významné lokality zahrnuta.
Předmětem ochrany se staly polopřirozené suché trávníky a facie křovin na vápnitých podložích (Festuco Brometalia), extenzivní sečené louky nížin až podhůří (Arrhenatherion, Brachypodio-Centaureion nemoralis), smíšené jasanovo-olšové lužní lesy temperátní a boreální Evropy (Alno-Padion, Alnion incanae, Salicion albae), vápnomilné bučiny, hercynské dubohabřiny a také ochrana výskytu motýlu modráska bahenního (Maculinea nausithous).

## Původ názvu
Název údolí a od něho pojmenované přírodní rezervace a evropsky významné lokality je odvozen od jména svaté Anny, které byla zasvěcena kaple z roku 1831, stojící zhruba uprostřed geomorfologického útvaru (údolí) mezi Skutčí a Hroubovicemi. Svata Anna je s přírodním výtvorem spojena pověstí o chudé Martě ze Štěpánova. Od názvu údolí, původně jen s pomístním jménem (anoikonymum) „Anenské" (též Svatoanenské, Svatá Anna, U svaté Anny) je odvozeno i jméno Anenského potoka, který jím protéká.

## Geografie

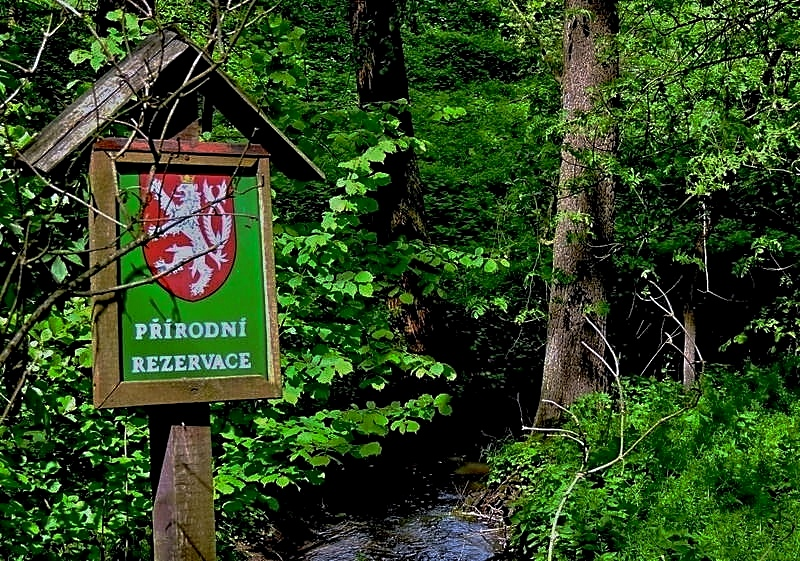
Přírodní rezervace Anenské údolí je významnou hydrogeologickou lokalitou

Anenské údolí (geomorfologický útvar, přírodní rezervace, evropsky významná lokalita) v původním vymezení leží zhruba 1,5 km od centra města Skuteč severním směrem, s nadmořskou výškou 350 m u koryta Anenského potoka pod Štěpánovem, na počátku hlubokého údolí táhnoucího se v délce cca 2 km k obci Hroubovice (320 m n. m.). Druhá část chráněného území je tzv. Štěpánovská stráň (čelní svah kuesty Štěpánovské stupňoviny) mezi Štěpánovem a Zbožnovem (části Skutče).
Přírodní rezervací protéká Anenský potok pramenící v lokalitě Klučkovec u Lažan (část Skutče) na území Skutečské pahorkatiny. Anenský potok, po osmi stech metrech od prameniště v severozápadním směru, protéká v nadmořské výšce 390 m n. m. významnou geologickou lokalitou Malhošť (dříve přírodní rezervace), nad kterou se zdvíhá příkrý čelní svah kuesty geomorfologického okrsku Štěpánovská stupňovina s jeho nejvyšším vrcholem Heráně (454 m n. m.), položeným na východ od Zbožnova.

### Geomorfologie a přírodní poměry
Geomorfologický útvar (údolí), přírodní rezervace a evropsky významná lokalita leží v okrajové části Východočeské tabule na rozhraní s Českomoravskou vrchovinou. V rámci regionálního členění georeliéfu České republiky náleží do geomorfologického celku Svitavská pahorkatina, podcelku Chrudimská tabule a geomorfologického okrsku Štěpánovská stupňovina.

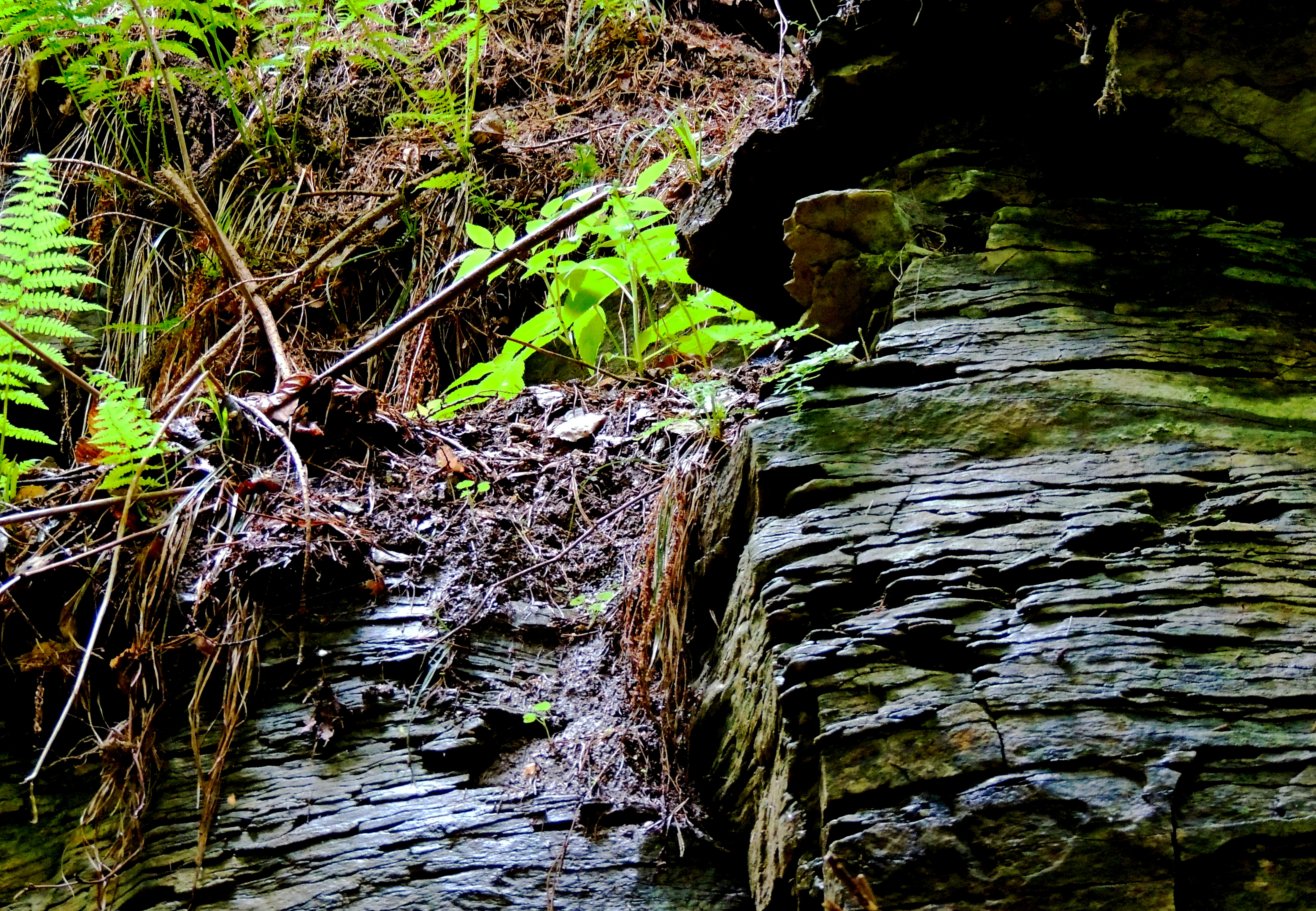
Obnažené vrstvy horniny ve stráni Anenského údolí; v důsledku eroze a působení Anenského potoka jsou na více místech geomorfologického útvaru

 Část přírodní rezervace a evropsky významné lokality se rozkládá na jihozápadně orientovaném čelním svahu kuesty Štěpánovské stupňoviny s poměrně ostrou horní hranou. Strmý opukový svah (Štěpánovskou stráň), o délce jednoho kilometru a výšce místy až 40 m, kopíruje místní komunikace mezi Zbožnovem (nejvýše položené místo přírodní rezervace v nadmořské výšce 415–420 m) a Štěpánovem, u kterého ve výšce 400 m n. m. tato část přírodní rezervace končí. Přechod na úpatí kuesty do údolí Skutečské pahorkatiny je pozvolný. Úpatí kuesty se nachází zhruba ve výšce cca 370 m n. m. nad pravým břehem Anenského potoka. Koryto Anenského potoka tvoří rozhraní mezi Štěpánovskou stupňovinou a Skutečskou pahorkatinou.
Geologicky významná lokalita s opukovými stráněmi je součástí území Národního geoparku Železné hory. Za horní hranou čelního svahu kuesty, nad široce otevřeným údolím v jihozápadním směru, bylo u místní komunikace vybudováno tzv. bezobslužné informační stanoviště národního geoparku, s ukázkami hornin nacházejících se na území přírodní rezervace a evropsky významné lokality a také z jejich okolí. Informační stanoviště je rozhledovým místem, částečně na území přírodní rezervace a evropsky významnou lokalitu pod ním, v jihovýchodním až západním směru do krajiny Skutečské pahorkatiny s městem Skuteč a s jeho částmi.

### Geologie
Geologické podloží údolí a okolních strání tvoří vrstvy usazených křídových hornin druhohorního stáří (mezozoikum), které jsou příznivé pro akumulaci podzemních vod. Ve spodních vrstvách se nachází kvádrové pískovce cenomanu, převrstvené křemičitými vápnitými jílovci (opuka) spodního turonu. Průtokem Anenského potoka byl tzv. opukový kámen v některých částech údolí obnažen.
V okolních lokalitách byla opuka již od středověku těžena v lomech. Opuka byla použita na stavbu mnoha sakrálních staveb i obytných domů a v současné době probíhá její těžba zejména pro účely oprav a rekonstrukce historických nemovitých kulturních památek. Nad přírodní rezervací v sídelní lokalitě Přibylov bylo otevřeno několik lomů, největší produkce opuky probíhala v 19. století. Opuka z lomu byla dodávána například na opravu a rekonstrukci chrámu sv. Barbory v Kutné Hoře nebo Benediktinského kláštera v Rajhradě u Brna.

### Vodstvo

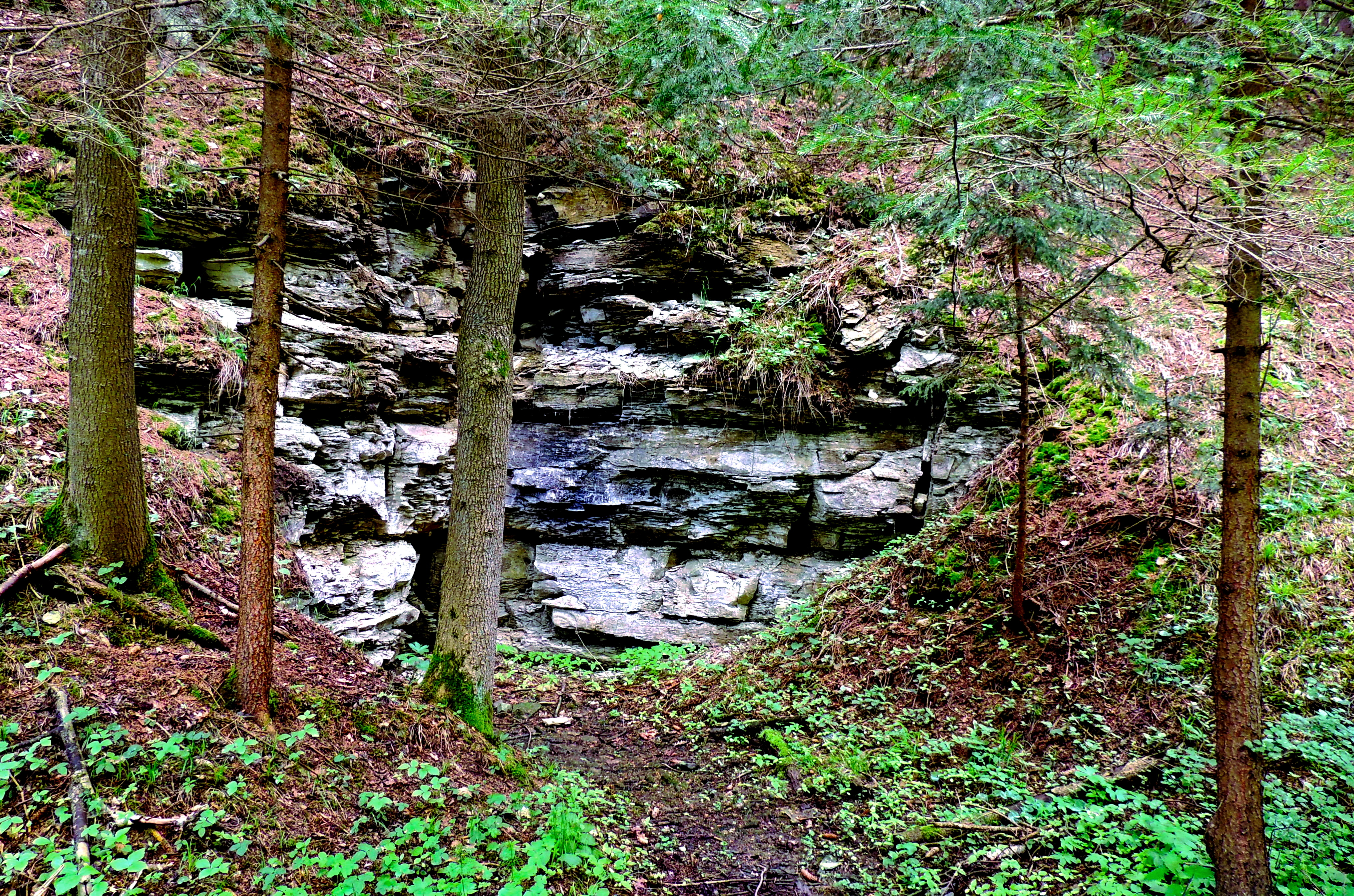
Prameniště; pukliny v opukových vrstvách umožňují podzemní vodě objevit se na povrchu Anenského údolí v několika pramenech

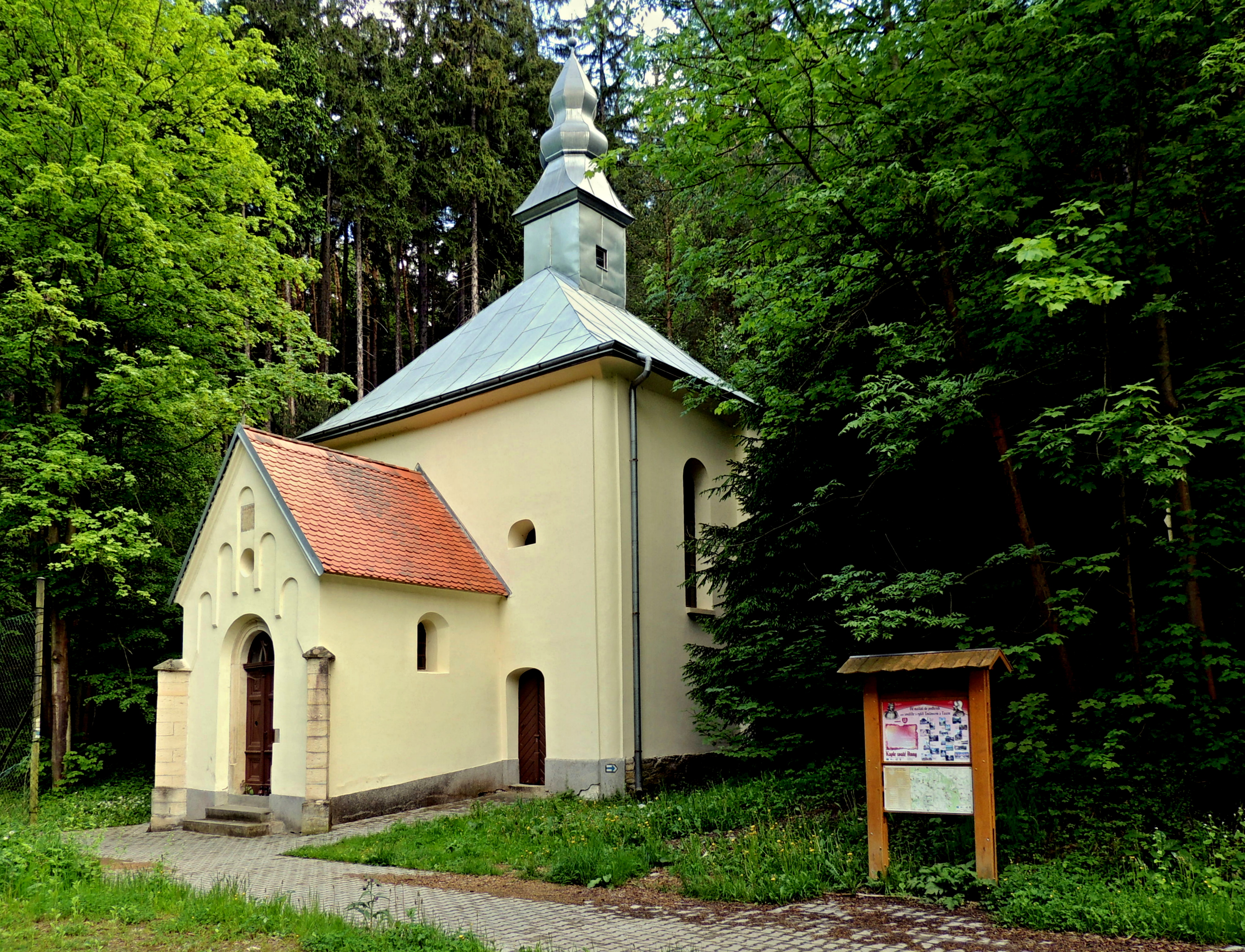
Kaple sv. Anny na okraji přírodní rezervace; sakrální stavba z roku 1831 stojí nad pramenem železité vody, které byly přisuzovány léčivé účinky

Anenské údolí je významnou hydrogeologickou lokalitou s hlubinným vrtem a úpravnou vody pro Skuteč a přilehlé obce. Jediným vodním tokem, kromě drobných vodotečí z několika malých pramenišť, je Anenský potok, levostranný přítok Novohradky v povodí Chrudimky a evropské řeky Labe. Svým průtokem je méně vydatný, v obdobích s malými dešťovými srážkami v oblasti téměř vysychá. Jeho prameniště nad přírodní rezervací mezi poli a loukami u Lažan se skládá z několika dalších vodotečí na území Skutečské pahorkatiny.
Ve 2. polovině 20. století byly Povodím Labem na Anenském potoku provedeny úpravy, především v jeho horním toku. Anenský potok byl napřímen a na něm vybudovány dvě retenční vodní nádrže pod Zbožnovem (pomístně Zbožnovský rybník) a Štěpánovem (pomístně Štěpánovský rybník). Oba průtočné rybníky jsou využívány také pro chov ryb. Úpravy vodního toku v mnohém ovlivnily i původní biotopy v údolí, které mělo před úpravou potoka rozsáhlejší plochy s podmáčenými loukami (mokřady) s rákosinami a charakteristickými živočichy pro tato stanoviště. Původně byla v geologicky významné lokalitě Malhošť pouze jedna retenční vodní nádrž, která zadržovala jen malý objem vody.
Za plochou největší retenční nádrží pod Štěpánovem protíná údolí silnice II/305 ( úsek Skuteč - Štěpánov), za kterou se Anenský potok v úrovni cca 350 m n. m. stává součástí nejvýznamnější části přírodní rezervace a evropsky významné lokality v prostředí geomorfologického útvaru - údolí o délce dvou kilometrů, táhnoucímu se ve směru obce Hroubovice.
Anenský potok za dlouhé roky přerušil souvrství horniny na více místech v údolí a umožnil spodní vodě objevit se na povrchu země v několika malých pramenech. Nejznámější z nich je železitý pramen vody vytékající zpod kaple sv. Anny. Pramenu vody se přisuzovaly léčivé účinky a váže se k němu pověst o uzdravení zchromlého Benjamina. Pověst nabyla v kraji takové známosti, že zbožní lidé mluvili o zázraku a vystavěli u pramene původně malou kapličku. Po epidemii cholery v oblasti byla z milodarů vystavěna v roce 1831 nová kaple a zasvěcená sv. Anně. Stavba je obchozí a vklíněná do svahu, ve kterém jsou obnažené vrstvy horniny (opuka). Z opukových puklin vytéká pramen vody, který je zaklenutý pod stavbou, částečně zpřístupněn po několika schodech u vstupu do kaple. V trubkách je dále sveden do Anenského potoka, který protéká asi 30 metrů od kaple.
V okolí kaple sv. Anny byly v 19. století vybudovány malé vodní lázně, ještě v roce 1920 se uvádí, že Anenské údolí s kaplí sv. Anny u Skutče je poutní místo s vanovými a parními lázněmi a užívá se pramen železito-vápenaté vody. Nedaleko kaple stával i výletní hostinec a pořádaly se tu poutě.
Anenský potok proráží svahy Štěpánovské stupňoviny ve směru jih - sever, od Skutče k Hroubovicím. Zhruba od úrovně spojnice Štěpánov (část Skutče) – Přibylov (sídelní lokalita města Skutče) v sevřeném a poměrně úzkém a hlubokém údolí, místy až se 40 m vysokými stráněmi (sklon cca 20°–25°) s vápnitým geologickým podložím. Působením vody jsou na mnoha místech obnažené vrstvy opukového kamene. Od poloviny délky údolí nebylo koryto potoka upravováno a potok meandruje. Postupně se jeho koryto přesouvá od pravého úpatí svahu k levému a před Hroubovicemi opouští údolí podél již méně vysoké stráně nad jeho pravým břehem.
Zvláště chráněné území končí současně s údolím, nedaleko zástavby v obci Hroubovice, v nadmořské výšce 320 m na úrovni koryta Anenského potoka. Původně sevřené údolí se rozevírá proti Hroubovickému kopci (350,5 m n. m.) a dělí do dvou lokalit. V severozápadním směru k městu Chrast do otevřené plošiny geomorfologického okrsku Hrochotýnecká tabule a na severovýchod, podél Anenského potoku na území Štěpánovské stupňoviny, směrem k městu Luže do krajiny se svahy Novohradské stupňoviny.

## Vegetace

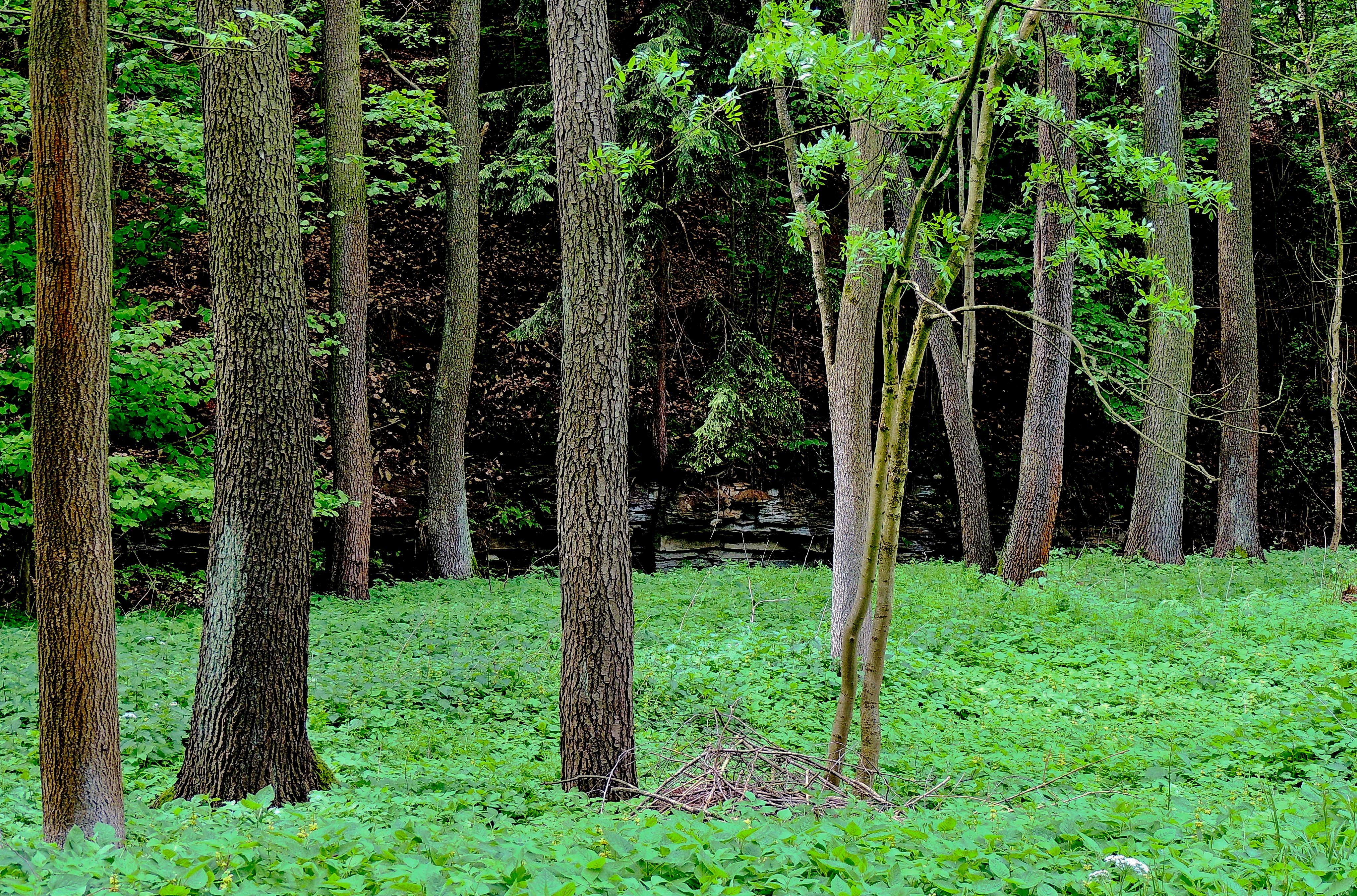
Anenské údolí na jaře; vzrostlé dřeviny a Anenský potok vytváří mírně teplé a vlhké klimatické podmínky pro rostlinstvo

Každá ze dvou lokalit přírodní rezervace se liší klimaticky i vegetačně. Stráně od Zbožnova ke Štěpánovu a k ohybu do Anenského údolí jsou jižním směrem orientována a vystavena slunečnímu záření. Teploty na svazích stoupají úměrně k počtu slunečních dnů v roce a tomu odpovídá i teplomilná vegetace na nich. Na stráních rostou shluky keřů, roztroušené dřeviny a ojediněle i ovocné stromy:
trnka obecná (Prunus spinosa), hloh jednosemenný (Crataegus monogyna), růže šípková (Rosa canina), jalovec obecný (Juniperus communis), bučina, habr obecný (Carpinus betulus), borovice lesní (Pinus sylvestris), lípa malolistá (Tilia cordata), dub letní (Quercus robur), třešeň (Prunus avium). V podrostu roste jahodník obecný (Fragaria vesca), kokořík (Polygonatum), konvalinka vonná (Polygonatum), mařinka vonná (Galium odoratum), okrotice bílá (Cephalanthera damasonium), srha laločná (Dactylis glomerata) a jiné byliny.
V sevřeném a před slunečními paprsky zastíněném údolí s potokem se vytváří mírně teplé a vlhké klimatické podmínky. Údolní niva Anenského potoka s meandry je stíněna rostoucími stromy - olší lepkavou (Alnus glutinosa), vrbou (Salix), osikou (Populus tremula) a křovinami s bezem černým (Sambucus nigra), méně se v údolí vyskytuje jasan ztepilý (Fraxinus excelsior). Svahy údolí jsou porostlé vzrostlým smrkem (Picea), borovicí (Pinus) a modřínem opadavým (Larix decidua), v menší míře se objevují buk lesní (Fagus sylvatica), habr obecný (Carpinus betulus) a lípa srdčitá (Tilia cordata).
Podél Anenského potoka převažují vlhkomilné druhy rostlin, úzké pásy louky zejména v okrajové části údolí na mnoha místech se silným porostem kopřivy dvoudomé (Urtica dioica) a bršlice kozí nohy (Aegopodium podagraria). Roste tu i dosti rozšířená hluchavka (Lamium), kostival lékařský (Symphytum officinale) a také upolín nejvyšší (Trollius altissimus).
Na loukách v Anenském údolí také roste:
kostřava žlábkatá (Festuca rupicola), kostřava červená (Festuca rubra), sveřep vzpřímený (Bromus erectus), ovsík vyvýšený (Arrhenatherum elatius), vemeník dvoulistý (Platanthera bifolia), bledule jarní (Leucojum vernum), sasanka hajní (Enemone nemorosa), orsej jarní (Ficaria bulbifera).

## Živočichové

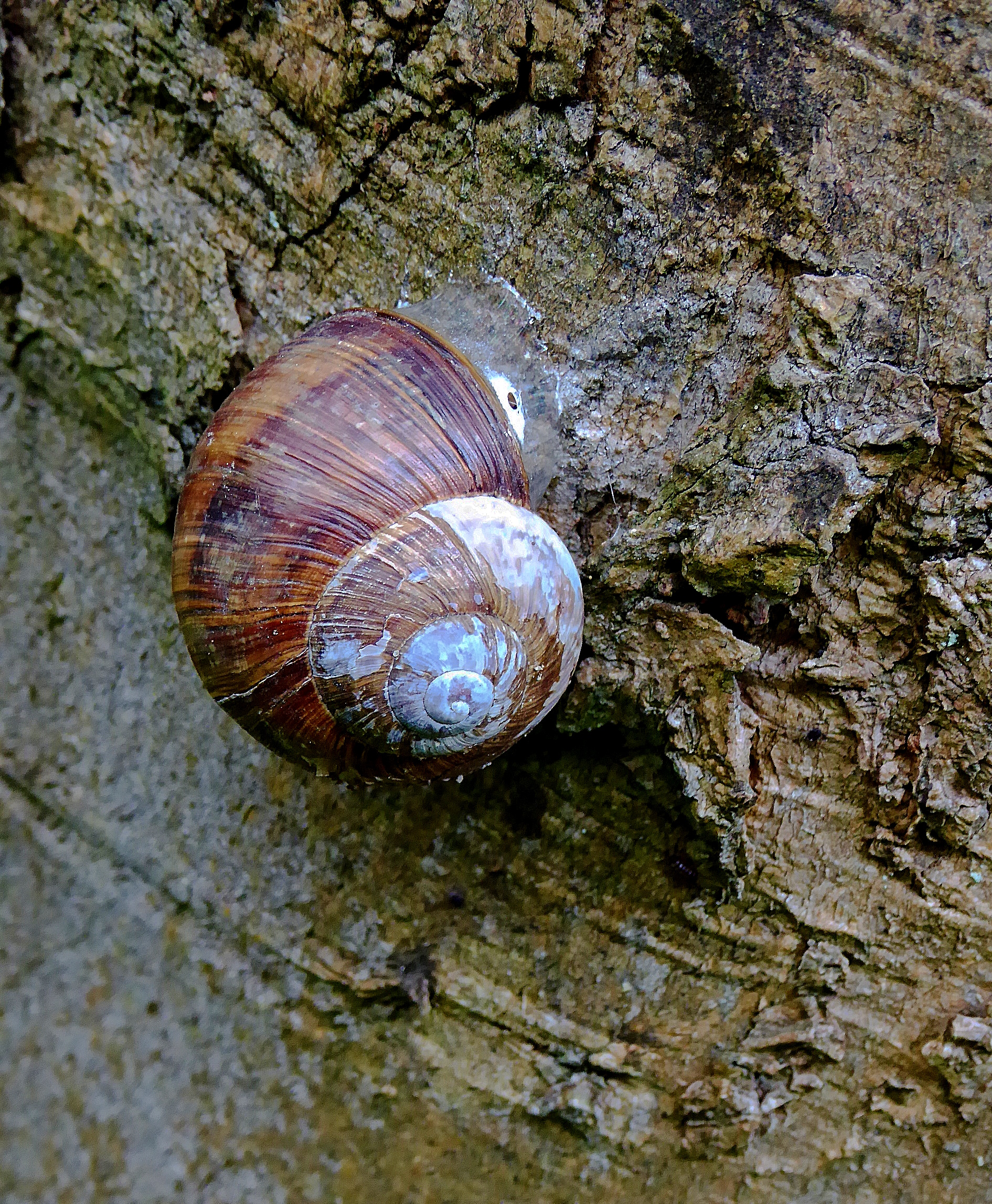
Hlemýžď zahradní (Helix pomatia); největší ulitnatý plž v Česku žije také v přírodní rezervaci Anenské údolí

Během vertebratologického průzkumu přírodní rezervace od dubna do srpna 2001 byl zaznamenán výskyt 95 druhů obratlovců (3 druhy ryb, 5 druhů obojživelníků, 4 druhy plazů, 67 druhů ptáků, 16 druhů savců), z nichž 21 bylo zvláště chráněných. V lokalitách přírodní rezervace byl zjištěn výskyt například těchto živočichů:

### Ryby
Hrouzek obecný (Gobio gobio), Pstruh potoční (Salmo trutta), Střevle potoční (Phoxinus phoxinus).

### Obojživelníci
Mlok skvrnitý (Salamandra salamandra), Kuňka obecná (Bombina bombina), Ropucha obecná (Bufo bufo), Rosnička zelená (Hyla arborea), Skokan hnědý (Rana temporaria).

### Plazi
Ještěrka obecná (Zootoca agilis), Ještěrka živorodá (Lacerta vivipara), Slepýš křehký (Anguis fragilis), Užovka obojková (Natrix natrix).

### Ptáci
Brhlík lesní (Sitta europaea), Budníček lesní (Phylloscopus sibilatrix), Budníček menší (Phylloscopus collybita), Budníček větší (Phylloscopus trochilus), Cvrčilka zelená (Locustella naevia), Červenka obecná (Erithacus rubecula), Čížek lesní (Carduelis spinus), Datel černý (Dryocopus martius), Dlask tlustozobý (Coccothraustes coccothraustes), Drozd brávník (Turdus viscivorus), Drozd zpěvný (Turdus philomelos), Holub hřivnáč (Columba palumbus), Konipas horský (Motacilla cinerea), Kos černý (Turdus merula), Králíček obecný (Regulus regulus), Kukačka obecná (Cuculus canorus), Lejsek černohlavý (Ficedula hypoleuca), Pěnice černohlavá (Sylvia atricapilla), Pěnice slavíková (Sylvia borin), Pěnkava obecná (Fringilla coelebs), Sojka obecná (Garrulus glandarius), Strakapoud velký (Dendrocopus major), Strnad obecný (Emberiza citrinela), Střízlík obecný (Troglodytes troglodytes), Sýkora modřinka (Parus caeruleus), Šoupálek dlouhoprstý (Certhia familiaris), Špaček obecný (Sturnus vulgaris), Zvonek zelený (Chloris chloris), Zvonohlík zahradní (Serinus serinus).
Na loukách v okolí retenčních vodních nádrží na Anenském potoku (Zbožnovského a Štěpánovského rybníka) byl pozorován také čáp bílý (Ciconia ciconia) a přelet čápa černého (Ciconia nigra).

## Turistika

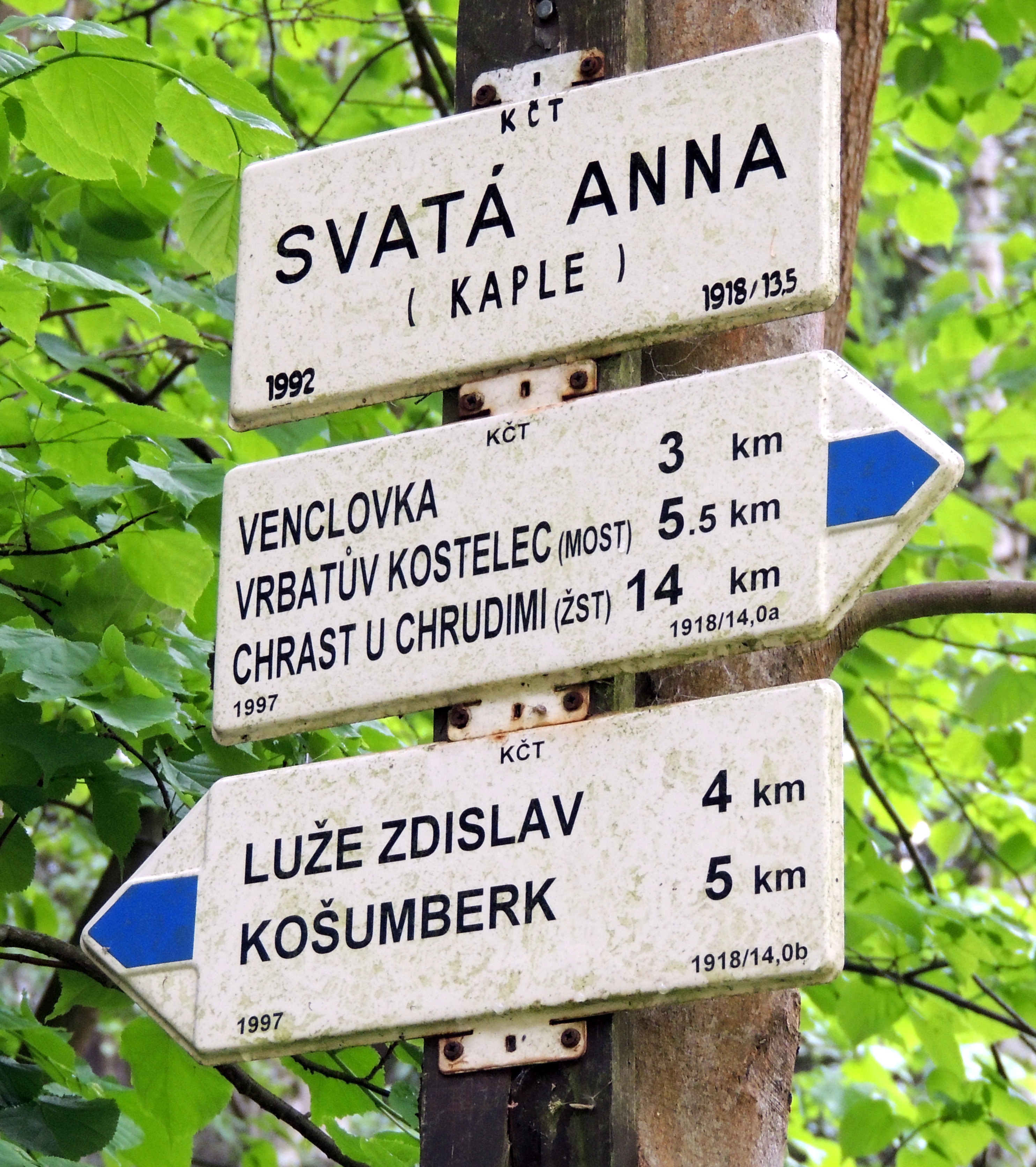
Do sevřeného a hlubokého Anenského údolí s přírodní rezervací a evropsky významnou lokalitou je vedena turistická trasa Klubu českých turistů; rozcestník u kaple sv. Anny

Zvláště chráněné území je dostupné ze dvou turistických značených tras, silnice II/305 a po místních komunikacích ze Štěpánova a Zbožnova.
- Modře značená turistická trasa v úseku Vrbatův Kostelec - Nová Ves u Skutče - Anenské údolí, rozcestník „Svatá Anna" (kaple sv. Anny) - Luže (Zdislav) je vedena od Nové Vsi u Skutče po prudkém svahu do údolí k Anenskému potoku napříč Anenským údolím, zhruba v polovině jeho délky, ke kapli sv. Anny. Od kaple je údolí s přírodní rezervací a evropsky významnou lokalitou průchozí po neznačené pěšině, s několika dřevěnými lávkami přes meandrující Anenský potok, v severním směru do Hroubovic nebo v jižním směru ke Skutči. Značená trasa pokračuje od rozcestníku u kaple sv. Anny do prudkého svahu nad kaplí směrem na Zdislav (část Luže).[11]
- Žlutě značená turistická trasa navazuje na zelenou trasu vedenou z centra Skutče k rozcestníku Malhošť (významná geologická lokalita).[9] Od rozcestníku Malhošť vede žlutá trasa po silnici na Zbožnov, ze kterého směřuje nad lokalitou přírodní rezervace místní komunikace (bez značené turistické trasy) směrem na Štěpánov po horní hraně čelního svahu kuesty Štěpánovské stupňoviny. Ze Štěpánova pokračuje místní komunikace k penzionu Karafiát v Anenském údolí a ke kapli sv. Anny, kde je ukončena u rozcestníku modře značené turistické trasy.[11]

Obě lokality zvláště chráněných území jsou dostupné také ze silnice II/305 v úseku Luže - Štěpánov - Skuteč. V lesním úseku Luže - Štěpánov křižuje silnici turistická modře značená trasa a ze Štěpánova směřují k oběma lokalitám místní komunikace.
Rozhledovými místy na část přírodní rezervace a evropsky významné lokality na čelním svahu kuesty Štěpánovské stupňoviny jsou louky a polní cesty vedené mezi retenčními vodními nádržemi (Štěpánovským a Zbožnovským rybníkem) podél Anenského potoka na úpatí kuesty (od rozcestníku u významné geologické lokality Malhošť po neznačené trase k silnici II/305 Skuteč - Štěpánov).
Anenské údolí v šedesátých a sedmdesátých letech 20. století bylo mnoho let lokalitou, kde pořádal motokrosové závody skutečský Automotoklub bývalé organizace Svazarmu na úrovni mistrovství tehdejší ČSSR. Na svazích Anenského údolí jsou patrné stopy po motokrosové trati a přes Anenský potok bylo vybudováno několik mostků, místy byl upraven i terén v údolí.

## Galerie

Geomorfologický útvar Anenské údolí
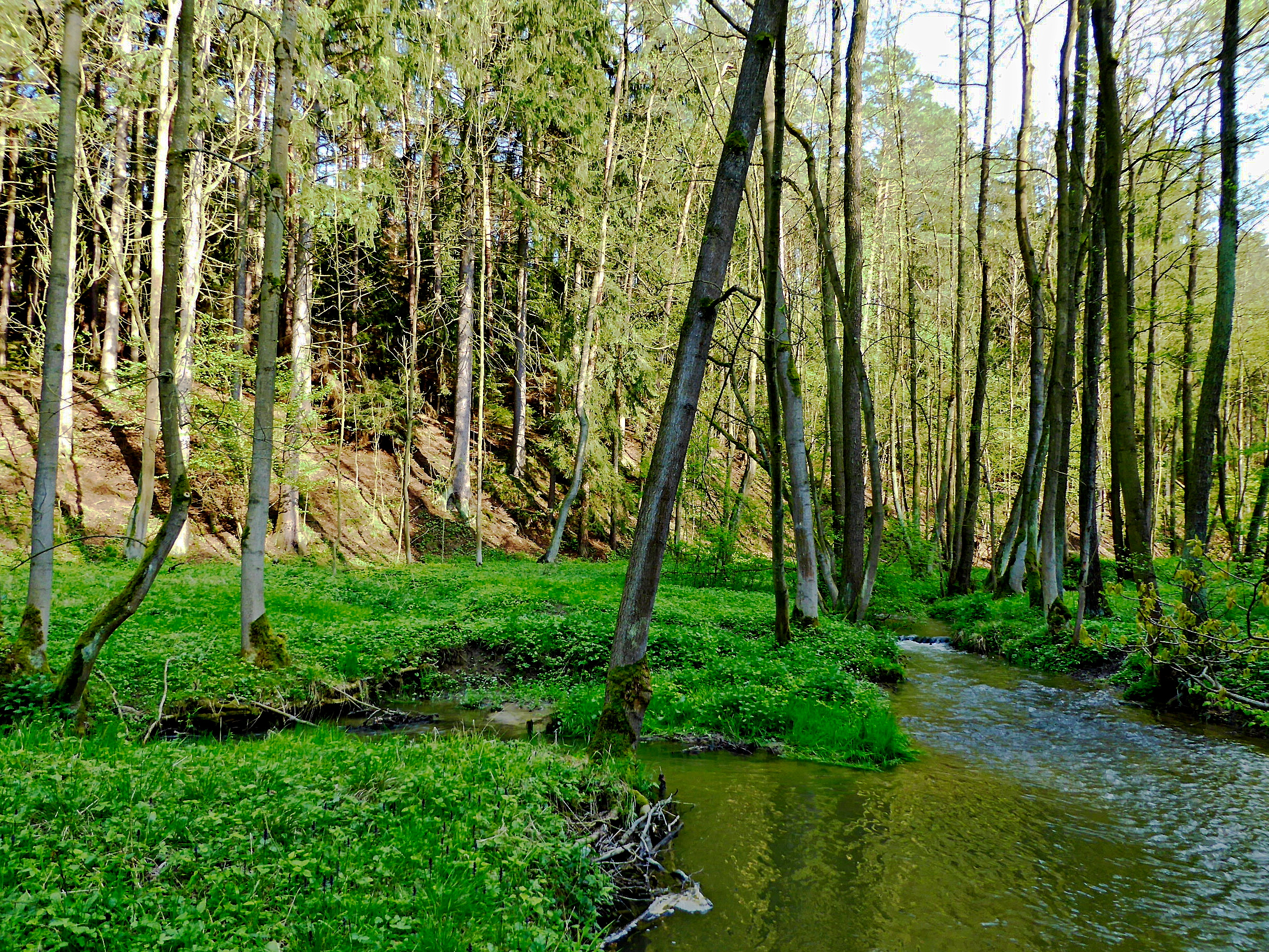
Anenské údolí je jednou z lokalit přírodní rezervace s mírným teplotním a vlhkým klimatem podél Anenského potoka
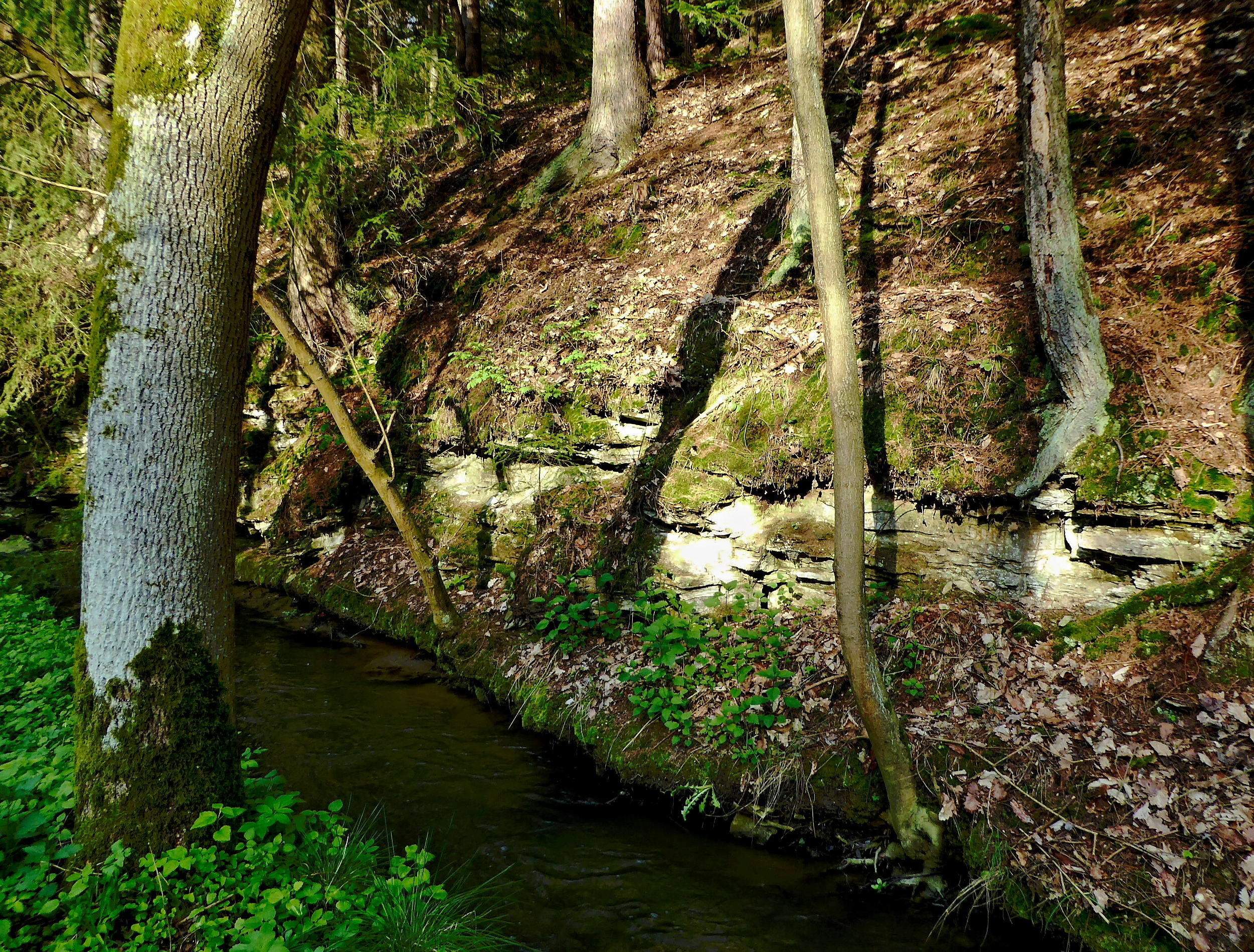
Geologicky významná lokalita s opukovými stráněmi byla důvodem pro začlenění území do Národního geoparku Železné hory
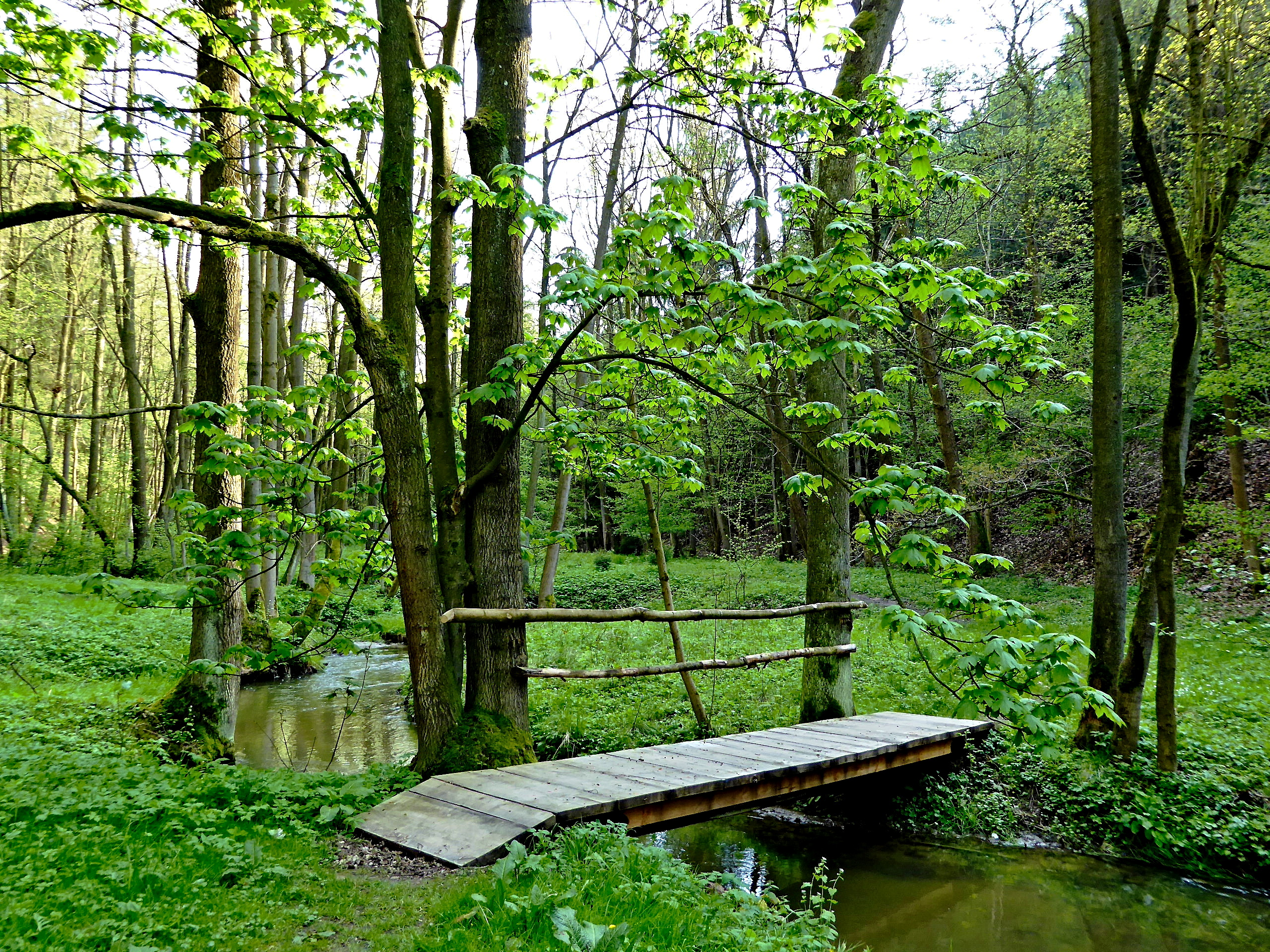
Anenské údolí je průchozí po neznačené pěšině ve směru jih - sever (od Skutče do Hroubovic); přes meandrující Anenský potok jsou instalovány dřevěné lávky
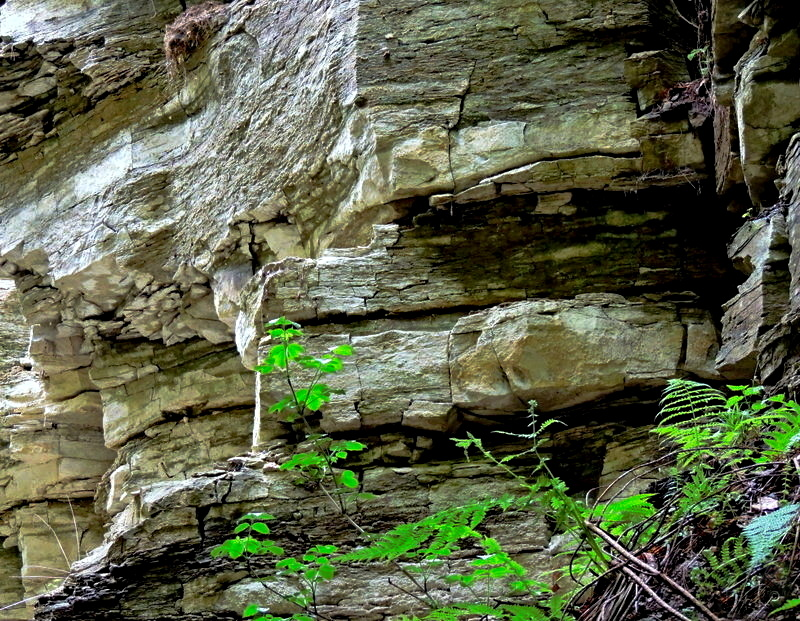
Geologické podloží Anenského údolí a okolních strání tvoří vrstvy usazené křídové horniny; na více místech je obnažena v podobě výchozu opukového kamene
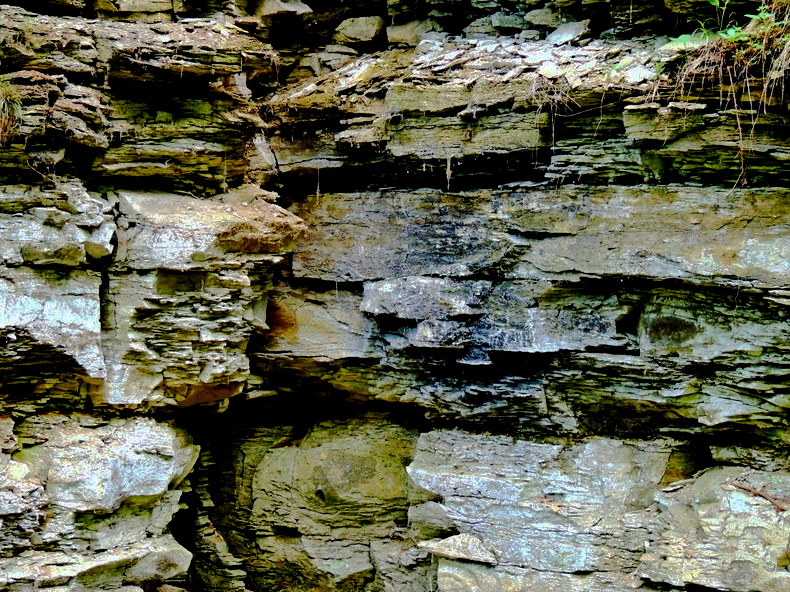
Přerušené souvrství opuky umožňuje spodní vodě vytékat z puklin ve stráních Anenského údolí v několika pramenech
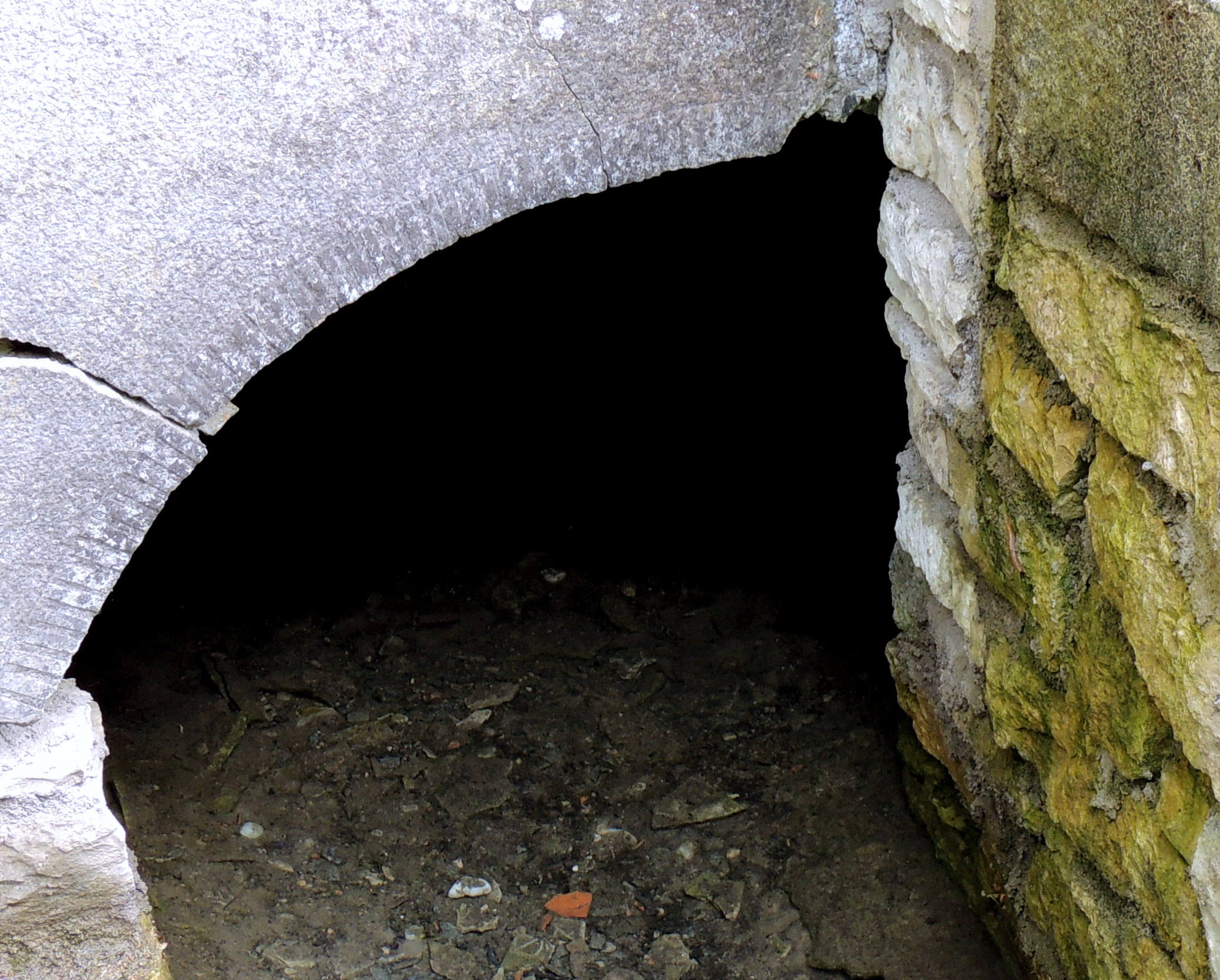
Pramen vody vytékající z opukových puklin v Anenském údolí přímo pod sakrální stavbou je zpřístupněn u vstupu do kaple sv. Anny
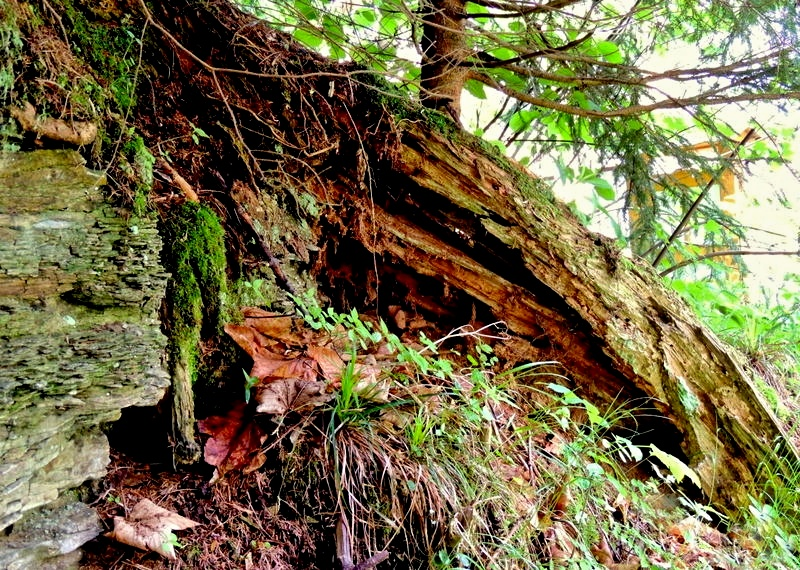
Stržená část vrchní vrstvy svahu Štěpánovské stupňoviny v přírodní rezervaci Anenské údolí v důsledku eroze

Geomorfologický útvar kuesty Štěpánovské stupňoviny
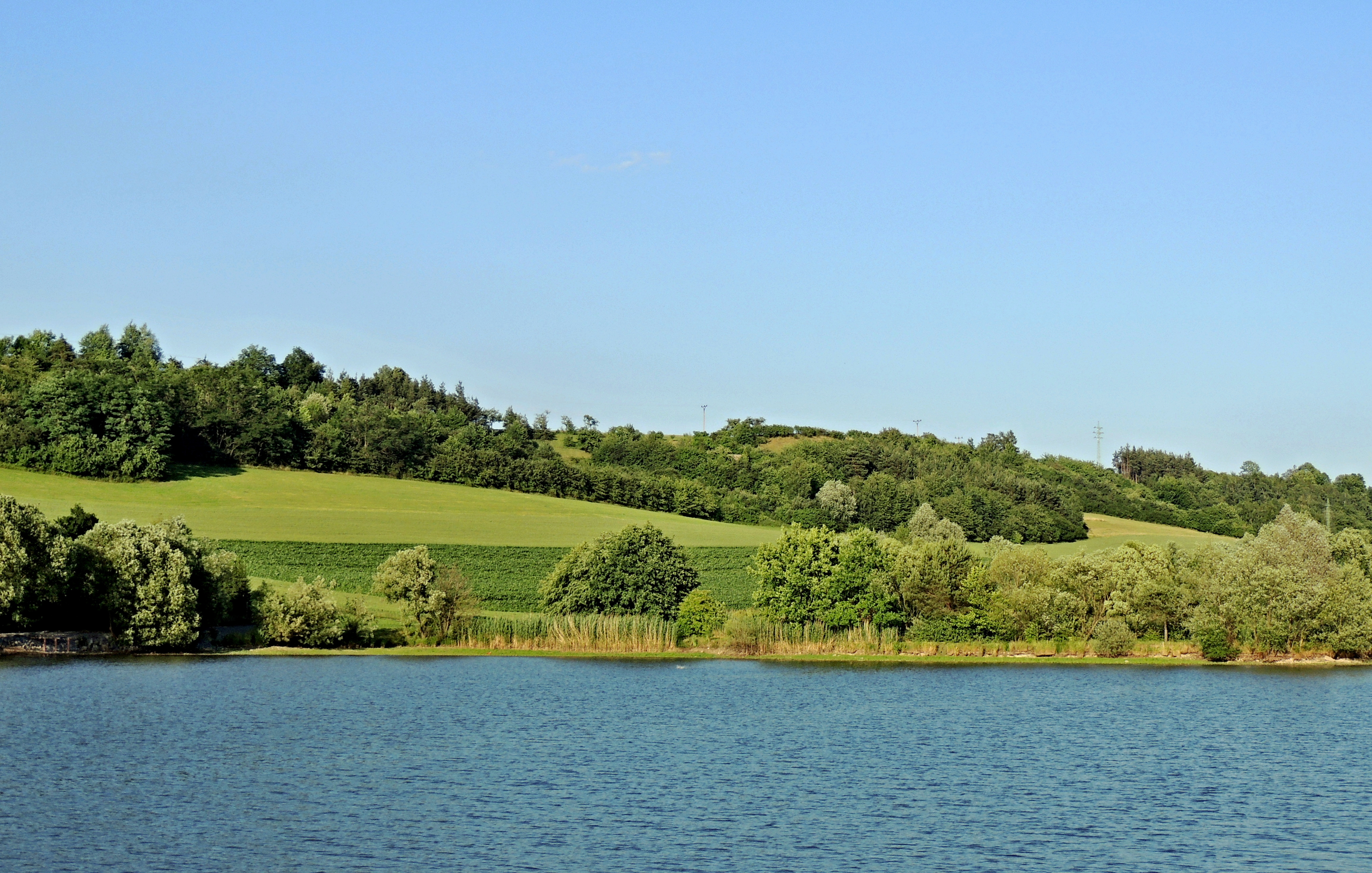
Čelní svah tzv. kuesty Štěpánovské stupňoviny je na jihozápadně orientované stráni přírodní rezervace a evropsky významné lokality nad Štěpánovským rybníkem výrazně exponován slunečními paprsky
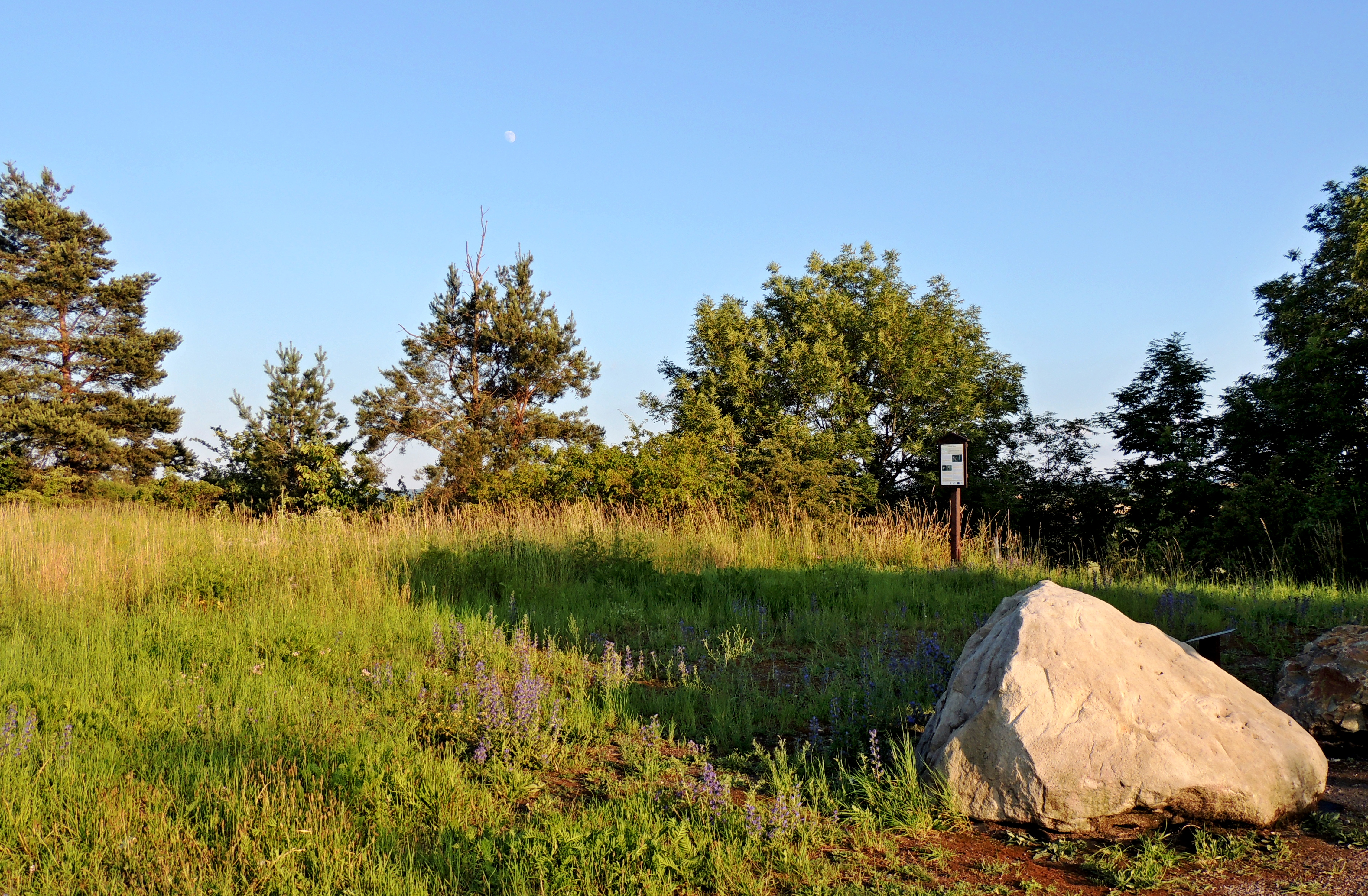
Za horní hranou čelního svahu kuesty, u místní komunikace Štěpánov - Zbožnov, je vybudováno informační stanoviště Národního geoparku Železné hory s ukázkami hornin, též z území přírodní rezervace a evropsky významné lokality Anenské údolí
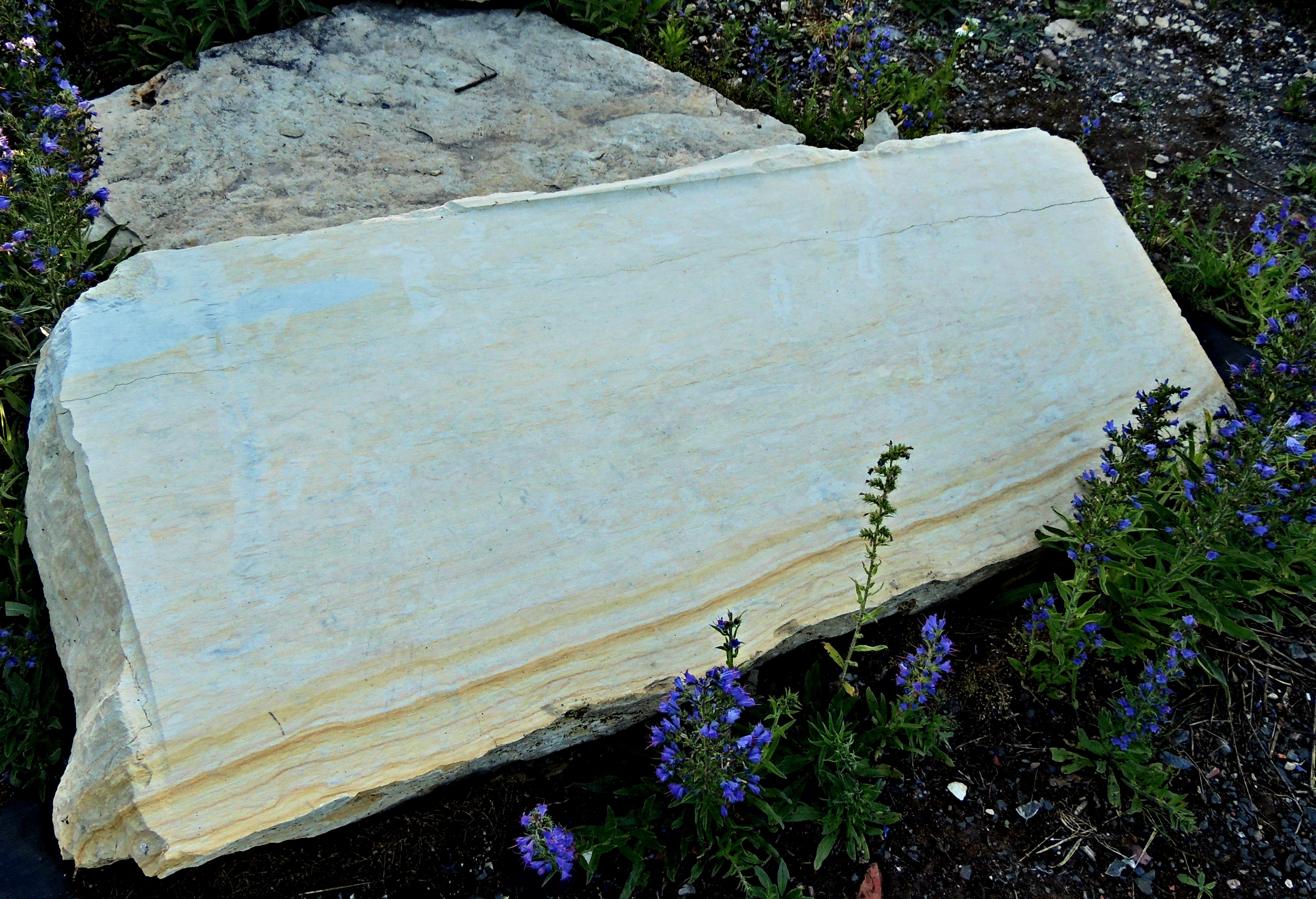
Vápnitopísčitý slínovec pod obecně rozšířeným názvem opuka je prezentován v geologické expozici; na mnoha místech přírodní rezervace a evropsky významné lokality je hornina obnažena v podobě skalních výchozů a horninových vrstev
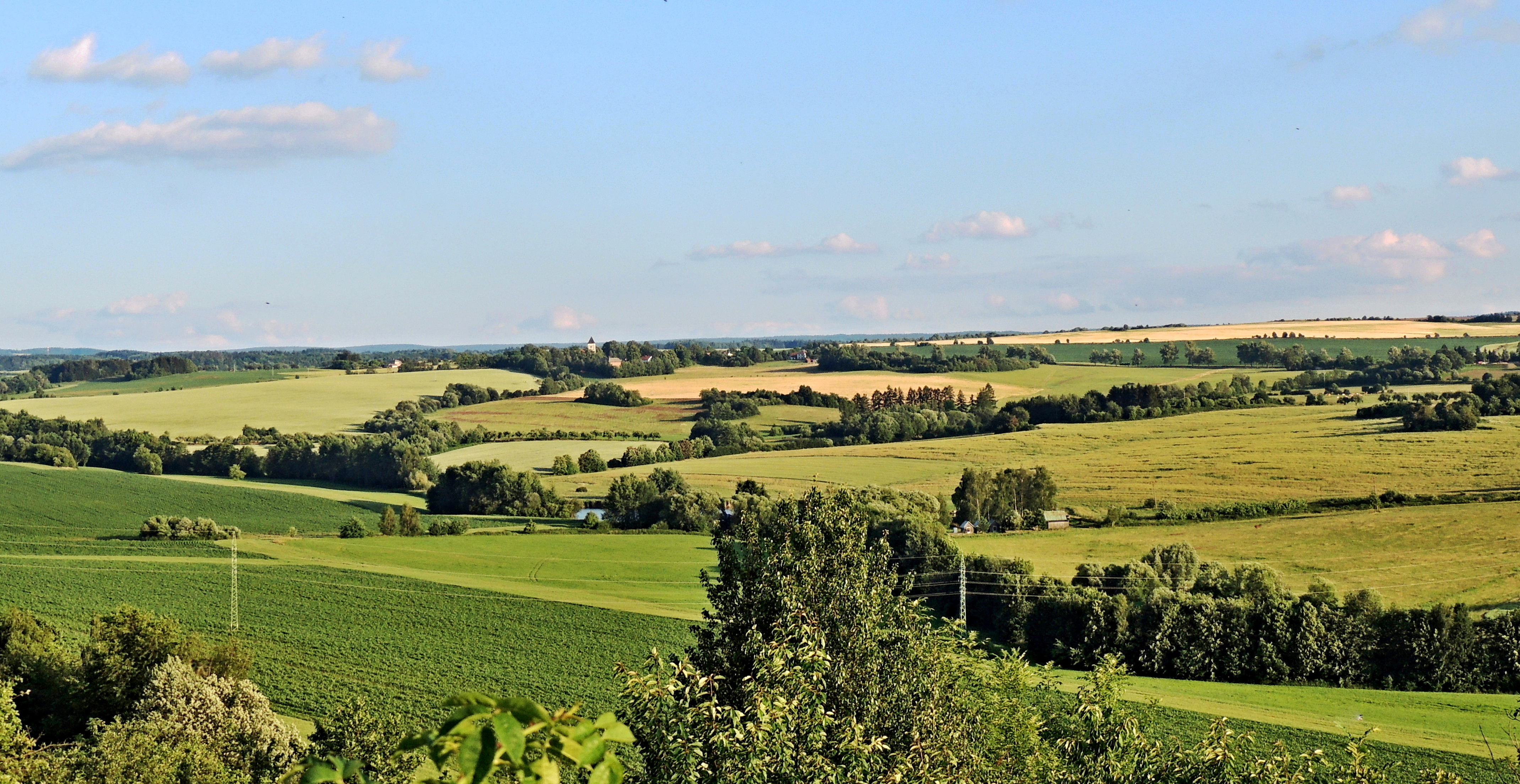
Plošina za horní hranou svahu nad strání s přírodní rezervací a evropsky významnou lokalitou je rozhledovým místem do mírně zvlněné krajiny Skutečské pahorkatiny nad levým břehem Anenského potoka
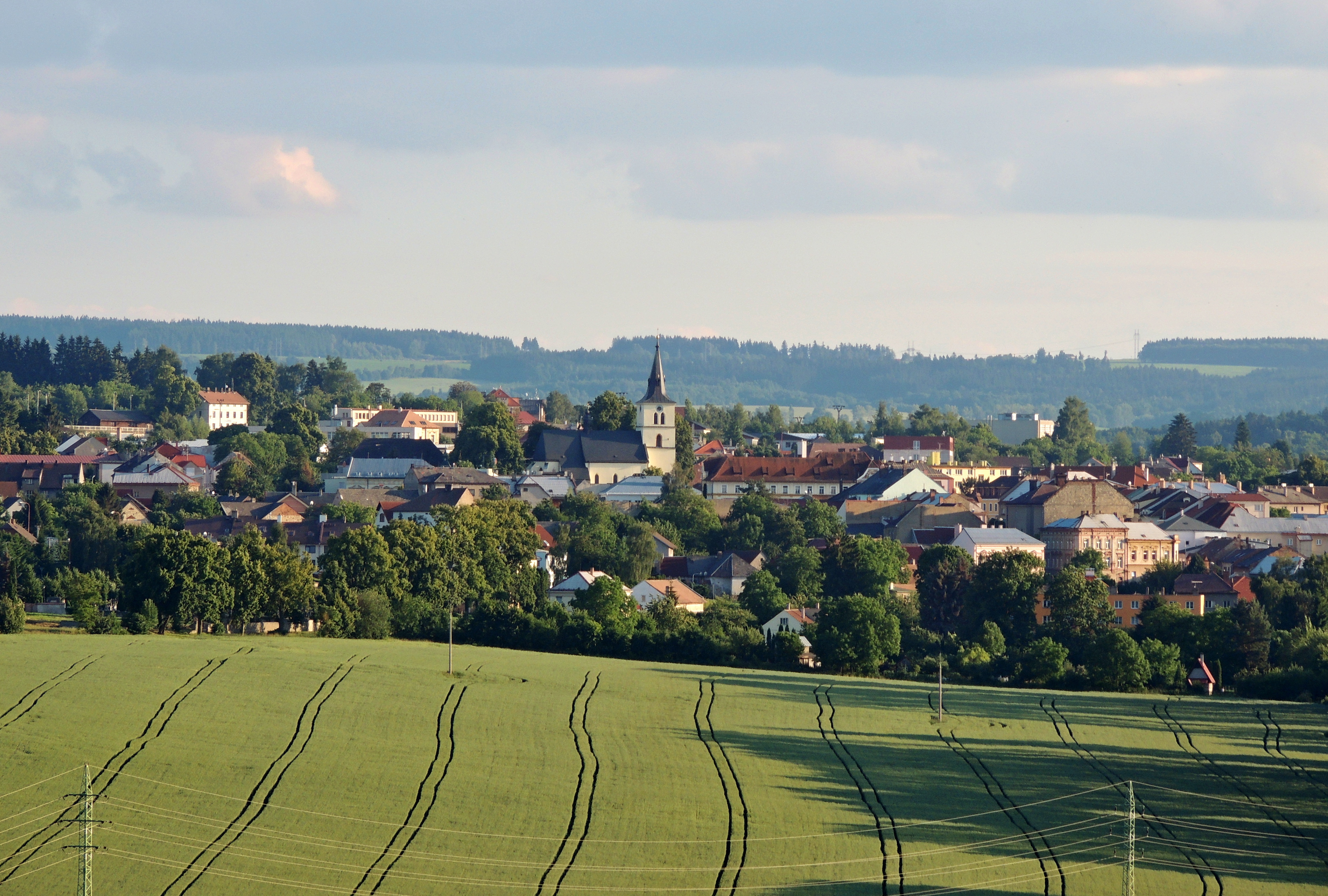
Rozhledové místo na svahu Štěpánovské stupňoviny na okraji přírodní rezervace poskytuje v jihozápadním směru vyhlídku na město Skuteč s dominantní věží kostela Nanebevzetí Panny Marie a vzdálený hřeben Železných hor v okolí Medkových kopců
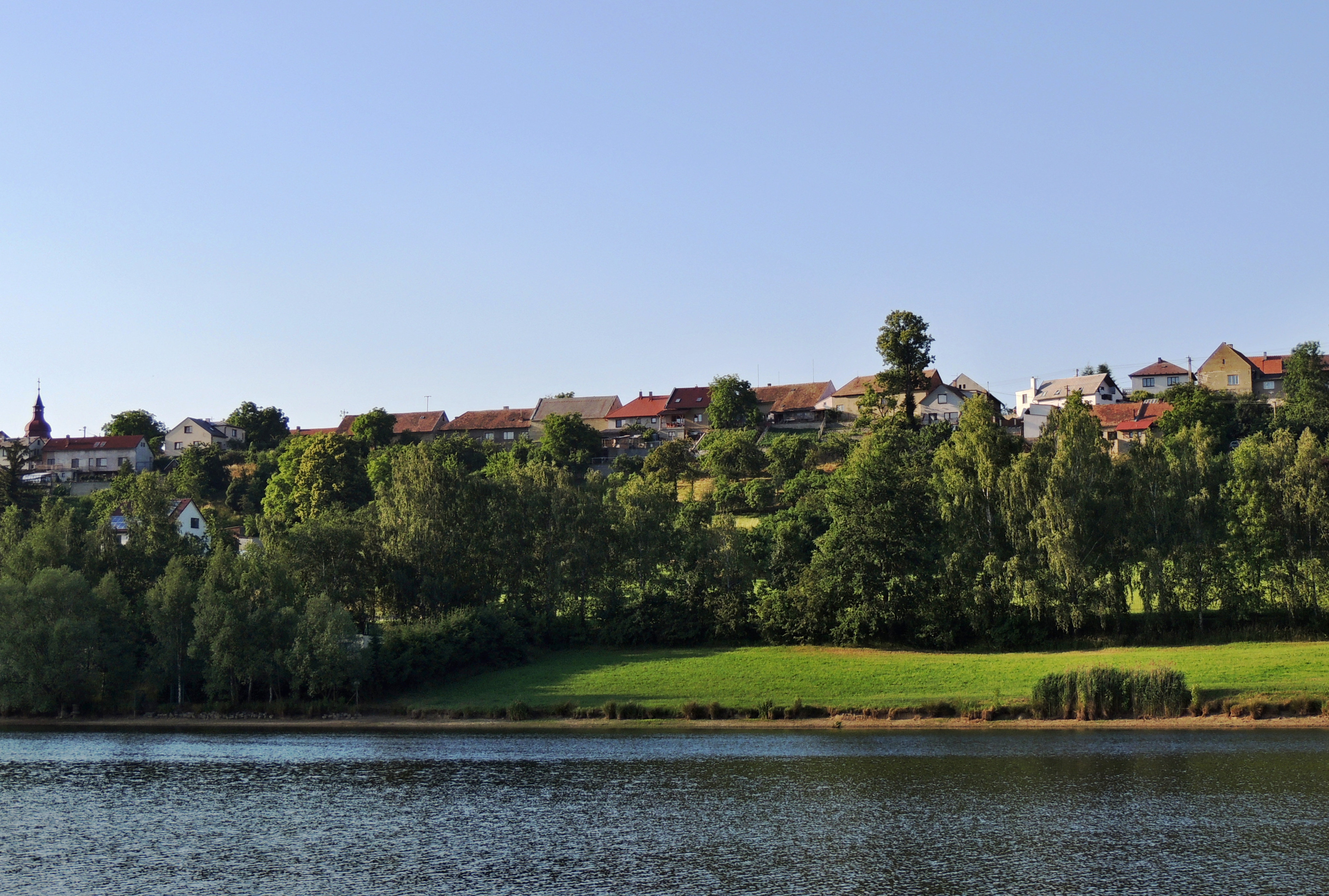
Nad Štěpánovským rybníkem leží typem zástavby vesnice Štěpánov, od které je odvozen název pro geomorfologický okrsek Štěpánovská stupňovina i dříve v turistických mapách uváděnou Štěpánovskou stráň, která se v roce 2014 stala součástí přírodní rezervace a evropsky významné lokality Anenské údolí